# Walter Wilson Froggatt
Walter Wilson Froggatt (13 juin 1858-18 mars 1937) est un entomologiste économique australien.

## Enfance
Froggatt est né à Melbourne, dans le Victoria, fils de George Wilson Froggatt, un architecte anglais, et de son épouse Caroline, fille de Giacomo Chiosso, qui venait d'une famille noble italienne. Froggatt enfant était de nature délicate et était encouragé par sa mère à trouver des activités de plein air et commença dès sa jeunesse à recueillir des insectes. La famille ayant déménagé à Bendigo, il fait ses études à la Corporate High School de Sandhurst, puis reste quatre années sur le continent après avoir quitté l'école. En 1880, il va sur un champ d'or près de Milparinka, en Nouvelle-Galles du Sud, puis traça sa route vers le nord à travers le Queensland jusqu'à Mackay, Herberton, Cairns et d'autres coins de la colonie. Où qu'il aille il conservait sa collection d'insectes.

## Carrière en tant qu'entomologiste
En 1883 Froggatt retourne à Bendigo, et travaille avec son père sur un bail à proximité du mont Hope, et est contacté à cette époque par Charles French et le baron Ferdinand von Müller. C'est en partie grâce au soutien de Müller que Froggatt est nommé entomologiste et assistant zoologiste de l'expédition en Nouvelle-Guinée de 1885 organisée par la Société géographique royale de Nouvelle-Galles du Sud. Le départ a lieu en juin 1885 et le retour le 4 décembre 1885. Début 1886 Froggatt est engagé par William John Macleay en tant que collectionneur. Il part immédiatement pour le Nord du Queensland et constitue de grandes collections. En mars 1887, il progresse vers le nord-ouest de l'Australie, et commence à recueillir dans le district de Derby puis s'enfonce davantage dans l'arrière-pays. Il revient à Derby après de sérieuses fièvres et se rend ensuite à la Barrier Range pour recouvrer la santé. Revenant sur la côte, il prend le vapeur le 22 février 1888 pour Fremantle et rentre depuis là à Sydney, où il arrive le 31 mars 1888. Froggatt se rendit ensuite en Angleterre à l'invitation d'un oncle et acquit beaucoup d'expérience dans les musées et universités européens. À son retour, il travaille au musée Macleay jusqu'à ce qu'il soit transféré à l'université, et en 1889 il est nommé assistant et collectionneur au Sydney technological museum. En 1890 il publie le premier article d'une longue série de papiers de sa main, publié dans les Proceedings of the Linnean Society of New South Wales. Froggatt est l'un des fondateurs en 1891 et plus tard président pour onze années (un record) de la Naturalists' Society of New South Wales. En 1896, il est nommé entomologiste du gouvernement au département de l'agriculture de la Nouvelle-Galles du Sud.
Le travail de Froggatt ne se cantonne pas à l'entomologie, il est également inspecteur des vignes et plus tard inspecteur tard sous le Vegetation diseases act. Dans les nombreux articles qu'il écrit à ce moment-là il a tendance à porter de plus en plus son attention aux insectes ravageurs. Il publie Australian Insects en 1907, le premier livre complet sur l'entomologie australienne, et est envoyé cette année à l'étranger pour étudier les meilleures façons de combattre les mouches des fruits, etc. Son Report on Parasitic and Injurious Insects est publié par le ministère de l'agriculture de Nouvelle-Galles du Sud en 1909.Cette même année il va aux îles Salomon et fait un rapport sur les ravageurs attaquant des cocotiers et la canne à sucre, et effectue en 1913 une mission similaire aux Nouvelles-Hébrides. De 1911 à 1921 il enseigne à l'université de Sydney. Pendant la Première Guerre mondiale, il passe beaucoup de temps sur le contrôle des charançons et de leur déprédations sur le blé stocké, et étudie en 1922 les parasites attaquant les bananiers dans le Queensland. Il prend sa retraite du ministère de l'agriculture en 1923, mais reste entomologiste forestier dans le département de la forêt jusqu'à sa retraite définitive le 31 mars 1927. Son volume sur les Forest Insects of Australia est publiée en 1923 ; dans les quatre années suivantes de nombreux articles sur l'entomologie forestière sont également publiés, et en 1927 un autre volume paraît : Forest Insects and Timber Borers.
Froggatt était spécialiste de la super-famille des Coccoidea, regroupant les cochenilles. Pleistodontes froggatti, une petite espèce d'hyménoptères lui est dédiée.

## Fin de vie et héritage
Dans ces vieilles années Froggatt écrit beaucoup sur la science populaire dans le Sydney Morning Herald. En 1933, son The Insect Book, premier d'une série de livres sur la nature pour les enfants, est publié à Sydney et en 1935 parait Australian Spiders and Their Allies. Il meurt à Croydon, en Nouvelle-Galles du Sud, le 18 mars 1937 et est incinéré selon les traditions anglicanes. Il laisse dans le deuil sa femme Ann Emily, fille de John Lewis, qu'il avait épousée en 1890, et un fils, John Lewis Froggatt, entomologiste pour le Mandated Territory of New Guinea ainsi que deux filles. Une des filles, Gladys Harding Froggatt, a été l'auteur de The World of Little Lives (1916), et de More About the World of Little Lives (1929).
Froggatt était membre du conseil de la Société linnéenne de Nouvelle-Galles du Sud depuis 40 ans, président de 1911 à 1913. Il a donné un soutien enthousiaste à diverses sociétés scientifiques auxquelles il était lié, et s'intéressait beaucoup à la plantation d'arbres en Australie et plus globalement dans le jardinage. Il avait une belle collection de livres scientifiques et de littérature générale. Sa collection d'insectes a été acquise par le gouvernement du Commonwealth et se trouve maintenant à Canberra. Il était un entomologiste australien de premier plan et un travailleur infatigable ; Musgrave lista plus de 300 de ses papiers dans sa Bibliography. En plus de ses livres sur l'entomologie, Froggatt a également publié un ouvrage intitulé Some Useful Australian Birds en 1921.

## Liste partielles des publications
- (en) « Notes on Australian Cynipidae, with descriptions of several new species », Proceedings of the Linnean Society of New South Wales, vol. 7,‎ 1892, p. 152-156
- (en) « Insects living in figs, with some account of caprification », Agricultural Gazette of New South Wales, vol. 11,‎ 1900, p. 447-456
- avec F.W. Goding : (en) « Monograph of the Australian Cicadidae », Proceedings of the Linnean Society of New South Wales, vol. 29, no 3,‎ 1904, p. 561-670
- (en) « The insects of the Kurrajong (Brachychiton populaneum) », Agricultural Gazette of New South Wales, vol. 16,‎ 1905, p. 226-234
- (en) Australian Insects, vol. 1-8, Sydney, 1907
- (en) « A new parasite on sheep-maggot flies. Notes and description of a chalcid parasite (Chalcis calliphorae) », Qld. Agric. J., vol. 6,‎ 1916, p. 177-179
- (en) « The Appleleaf Jassid (Empoasca australis) », Agricultural Gazette of New South Wales, vol. 29,‎ 1918, p. 568-570
- (en) « The digger chalcid parasite (Dirrhinus sarcophagae sp. n. on Sarcophaga aurifrons) », Agricultural Gazette of New South Wales, vol. 30,‎ 1919, p. 853-855
- (en) « Sheep-maggot flies and their parasites », Agricultural Gazette of New South Wales, vol. 32,‎ 1921, p. 725-731, 807-813
- (en) « Notes on the Spiny Green Phasma (Extatosoma tiaratum) », Australian Naturalist, Sydney,‎ 1er octobre 1921, p. 235-237 (lire en ligne)
- (en) « Description of a new phasma belonging to the genus Extatosoma », Proceedings of the Linnean Society of New South Wales, vol. 47,‎ 1922, p. 344-345, planche 38 (lire en ligne)
- (en) Forest Insects of Australia, vol. 1-8, Sydney, 1923
- (en) Forest insects and timber borers, édition privée, 1927